# HMS Beryl
HMS Beryl – brytyjski okręt pomocniczy z okresu II wojny światowej, w Royal Navy (RN) służył w latach 1939-1946 w roli okrętu ZOP i trałowca. Był najdłużej służącym brytyjskim okrętem w czasie kampanii śródziemnomorskiej w czasie II wojny światowej. Nazywany był „okrętem flagowym Malty” w czasie jej oblężenia.

## Historia
Trawler „Lady Adelaide” został zbudowany dla Jutland Amalgamated Trawlers w stoczni CWG w 1934. Wyporność statku wynosiła 615 t, napędzany był silnikiem o mocy 102 KM co dawało mu maksymalną prędkość 11,5 węzła.
W styczniu 1939 został zakupiony przez RN i przystosowany do roli pomocniczego okrętu ZOP. Należał do tzw. gem group („grupy kamieni szlachetnych”), w której wszystkie okręty otrzymały nazwy pochodzącą od kamieni szlachetnych.
W 1940 dołączył do 4th AntiSubmarine Group (4 Grupy ZOP), a w 1941 został przeniesiony na Morze Śródziemne. Był jednym okrętem, który bazował na Malcie w czasie jej oblężenia, w tym czasie zyskał nazwę „okrętu flagowego Malty” („The Flagship of Malta”) jako że przez pewien okres był jedynym okrętem stacjonującym na Malcie (po zatopieniu innych okrętów). W tym czasie służył jak trałowiec, ale także jako tzw. marker-ship (okręt sygnalizujący bezpieczny tor wodny dla innych jednostek pływających) dla szybkich motorówek pływających w roli łamaczy blokady z zaopatrzeniem dla Malty. W czasie blokady Malty dowódcą okrętu był commander Harry Sellwood, który w późniejszym czasie został odznaczony Distinguished Service Cross.
W 1943 okręt uczestniczył w operacji Husky. W 1944 wziął udział jako okręt-baza w eksperymentach brytyjskich na Malcie z miniaturowymi okrętami podwodnymi. W tym samym roku służył jeszcze jako okręt hydrograficzny w pobliżu Malty. W 1945 pływał w konwojach śródziemnomorskich.
Po zakończeniu wojny okręt powrócił do Wielkiej Brytanii i w 1946 został wystawiony na sprzedaż, w tym samym roku został zakupiony i do 1962 służył ponownie jako trawler pod zmienioną nazwą „Red Knight”. Został złomowany w Barrow w 1962.

## Literatura przedmiotu
- Gordon Wilson Stead: A Leaf Upon the Sea: a Small Ship in the Mediterranean, 1941-1943. Univrsity of British Columbia Press, 1988. Brak numerów stron w książce